# AEC Mammoth
Der AEC Mammoth war ein schwerer Lastkraftwagen, der vom britischen Hersteller Associated Equipment Company (AEC) von 1930 bis 1978 in verschiedenen Ausführungen produziert wurde. Zu unterscheiden sind grundsätzlich der dreiachsige AEC Mammoth Minor mit der Radformel 6×2, der ebenfalls dreiachsige AEC Mammoth Major 6 mit der Radformel 6×4 und der vierachsige AEC Mammoth Major 8 mit der Radformel 8×4×4.

## Geschichte
Der erste AEC Mammoth, noch ohne den Zusatz Minor, erschien 1930 mit der Typenbezeichnung 667. Der Mammoth Major folgte 1931 mit der Typenbezeichnung 668. Die Lkw waren als dreiachsige Fahrzeuge mit Frontlenker-Führerhaus konzipiert. Der Mammoth Major wurde unter der Typenbezeichnung 266/O266 auch als Langhauber gebaut. Bei einem Radstand von 16 Fuß und 7 Zoll hatten sie eine Leermasse von ungefähr 7–8 Tonnen. Angetrieben wurden die Fahrzeuge von einem Sechszylinder-Motor mit einer Leistung von 110 bhp. 1934 folgte der vierachsige AEC Mammoth Major 8, der eine Nutzlast von 15 Tonnen tragen konnte. Weder der damalige Zustand der Straßen noch die vorhandenen Technologien ließen hohe Achslasten zu. Der einzige Weg zur Vergrößerung der Nutzlast bestand daher in einer Vergrößerung der Anzahl der Achsen. Das Konzept des vierachsigen Lkw wurde erstmals 1929 bei dampfgetriebenen Fahrzeugen vorgestellt. Der Mammoth und der AEC Mammoth Major 8 blieben bis 1935 in Produktion, der Mammoth Major bis 1939.
Abgelöst wurde die erste Generation durch die Reihen 366 (Dreiachser) und 386 (Vierachser) ab 1935, die bis 1948 produziert wurden. Diese auch als Mk II bezeichnete Serie wurde ab 1948 durch die Mk III abgelöst. Konstruktiv ähnlich ausgelegt, besaßen die neuen Fahrzeuge jetzt einen Frontlenkeraufbau von Park Royal. Nach der Übernahme des Mitbewerbers Maudslay im Jahr 1948 bot AEC den Mammoth auch eine Zeit lang unter diesem Namen an. Auf der Commercial Motor Show 1958 stellte AEC die Reihe Mk V vor (eine Reihe Mk IV hat es offensichtlich nicht gegeben). Der Mk V unterschied sich von seinen Vorgängern durch ein neues Führerhaus, neue Motoren, zurückgesetzte Frontachsen, eine verbesserte Bremsanlage und eine neue Hinterachs-Konstruktion. Der ältere Mk III wurde noch 18 Monate parallel zur neuen Version gefertigt, bevor seine Produktion endgültig eingestellt wurde. Einer der größten Kunden des Vierachsers waren die British Road Services. Vom Mk V wurden über 6000 Stück gebaut.
1965 erschien die letzte Baureihe des Mammoth mit einem neuen Führerhaus. Diese auch für andere Lastkraftwagen lieferbare ergomatic cab genannte Kabine hatte AEC bereits 1964 auf der London Motor Show vorgestellt. Erstmals wurde auch ein Dreiachser mit zwei lenkbaren Vorderachsen angeboten.
Ausgerüstet wurden die Fahrzeuge während der langen Produktionszeit mit verschiedenen Vier-, Sechs- und Achtzylinder-Dieselmotoren von AEC, Leyland Motors und Gardner. Dabei kamen verschiedene manuell zu schaltende Vier-, Fünf- und Sechsgang-Getriebe mit und ohne Overdrive zum Einsatz. Ältere Fahrzeuge wurden oftmals remotorisiert, dabei wurden nicht selten typfremde Komponenten verbaut, um die Fahrzeuge besser an die Erfordernisse der jeweiligen Eigner anzupassen. Neben den weit verbreiteten Frontlenkern wurde das Chassis auch als Langhauber angeboten. Neben Pritschenwagen waren vor allem Tankfahrzeuge und Kipper weit verbreitet.